# Will Patton
William Rankin Patton (sinh ngày 14/6/1954) là nam diễn viên, người lồng tiếng truyện người Mỹ. 

## Thời thơ ấu
Patton sinh ra ở Charleston, South Carolina, là anh cả trong một gia đình có ba người con.